# 10793 Quito
10793 Quito este un asteroid din centura principală de asteroizi.

## Descriere
10793 Quito este un asteroid din centura principală de asteroizi. A fost descoperit pe 2 februarie 1992 la Observatorul La Silla de Eric Walter Elst. El prezintă o orbită caracterizată de o semiaxă mare de 3,17 ua, o excentricitate de 0,09 și o înclinație de 8,1° în raport cu ecliptica.